# IC 4914
IC 4914 ist eine Spiralgalaxie vom Hubble-Typ Sc im Sternbild Teleskop am Südsternhimmel. Sie ist rund 333 Millionen Lichtjahre von der Milchstraße entfernt.
Das Objekt wurde am 31. August 1904 von Royal Harwood Frost entdeckt.